# Всеволод Ярославич
Все́волод I Яросла́вич (д.-рус. Всеволодъ Ꙗрославичь; 1030 —13 квітня 1093) — Великий князь Київський (1076-1077, 1078-1093). Князь переяславський (1054-1076) і князь чернігівський (1077-1078). П'ятий син Ярослава Мудрого. Згідно з батьковим заповітом 1054 року отримав Переяслав, Ростов, Суздаль і Білоозеро. Разом зі старшими братами Ізяславом I та Святославом II утворив тріумвірат Ярославичів, що правив Руссю понад 20 років. У 1054 і 1060 роках переміг торків. 1061 року розбитий половцями. 1067 року спільно з братами воював проти полоцького князя Всеслава Брячиславича. 1068 року зазнав поразки від половців у битві на Альті. Під час Київського повстання виступив посередником між киянами та Ізяславом. 1073 року допоміг Святославові відібрати Київ. Після смерті Святослава в 1076 році недовго правив Києвом, але повернув його Ізяславу, за що отримав Чернігів. 1078 року вигнаний з Чернігова сином Святослава, Олегом Святославичем, але за допомоги брата відвоював місто після перемоги на Ніжатиній ниві. Внаслідок загибелі Ізяслава у бою посів київський престол. Правив не одноосібно; створив із сином Володимиром Мономахом родинний дуумвірат, що 15 років управляв Руссю. Через слабкість центральної влади мусив захищатися від князів з роду Святославичів. За підтримки сина зберігав відносну політичну єдність держави. Підтримував дружні стосунки з Візантією, Німеччиною, країнами Скандинавії. Був освіченою людиною, знав п'ять іноземних мов (шведську, грецьку, можливо латину і німецьку). Фундатор Михайлівського собору Видубицького монастиря і Андріївської церкви Янчиного монастиря. Помер у Вишгороді, похований у київському Софійському соборі.

## Імена
- Все́волод Яросла́вич — традиційне написання в українській історіографії. У «Повісті временних літ» зустрічається різний запис імені по-батькові (д.-рус. Ꙗрославичь, Ꙗрославличь, Ꙗрославицъ).
- Всеволод-Андрі́й Яросла́вич[1] — за хрещеним ім'ям «Андрій», на честь Андрія Первозваного[4]. Про це свідчать свинцеві печатки князя, на яких фігурує зображення апостола Андрія і княже ім'я «Андрій-Свальд». Княже ім'я «Андрій» також присутнє на графіті з київського Софійського собору[4].
- Все́волод І — в західній історіографії, згідно з західноєвропейською традицією іменування монархів.

## Родовід
|  |                                            |  |  |  |  |  |  |  |  |  |  |  |  |  |  |  |
|  | 8. Святослав, великий князь київський      |  |  |  |  |  |  |  |  |  |  |  |  |  |  |  |
|  |                                            |  |  |  |  |  |  |  |  |  |  |  |  |  |  |  |
|  |                                            |  |  |  |  |  |  |  |  |  |  |  |  |  |  |  |
|  | 4. Володимир, великий князь київський      |  |  |  |  |  |  |  |  |  |  |  |  |  |  |  |
|  |                                            |  |  |  |  |  |  |  |  |  |  |  |  |  |  |  |
|  |                                            |  |  |  |  |  |  |  |  |  |  |  |  |  |  |  |
|  | 9. Малуша, ключниця                        |  |  |  |  |  |  |  |  |  |  |  |  |  |  |  |
|  |                                            |  |  |  |  |  |  |  |  |  |  |  |  |  |  |  |
|  |                                            |  |  |  |  |  |  |  |  |  |  |  |  |  |  |  |
|  | 2. Ярослав Мудрий, великий князь київський |  |  |  |  |  |  |  |  |  |  |  |  |  |  |  |
|  |                                            |  |  |  |  |  |  |  |  |  |  |  |  |  |  |  |
|  |                                            |  |  |  |  |  |  |  |  |  |  |  |  |  |  |  |
|  | 10. Рогволод, князь полоцький              |  |  |  |  |  |  |  |  |  |  |  |  |  |  |  |
|  |                                            |  |  |  |  |  |  |  |  |  |  |  |  |  |  |  |
|  |                                            |  |  |  |  |  |  |  |  |  |  |  |  |  |  |  |
|  | 5. Рогніда, княжна полоцька                |  |  |  |  |  |  |  |  |  |  |  |  |  |  |  |
|  |                                            |  |  |  |  |  |  |  |  |  |  |  |  |  |  |  |
|  |                                            |  |  |  |  |  |  |  |  |  |  |  |  |  |  |  |
|  | 1. Всеволод, великий князь київський       |  |  |  |  |  |  |  |  |  |  |  |  |  |  |  |
|  |                                            |  |  |  |  |  |  |  |  |  |  |  |  |  |  |  |
|  |                                            |  |  |  |  |  |  |  |  |  |  |  |  |  |  |  |
|  | 12. Ерік VI Переможець, король Швеції      |  |  |  |  |  |  |  |  |  |  |  |  |  |  |  |
|  |                                            |  |  |  |  |  |  |  |  |  |  |  |  |  |  |  |
|  |                                            |  |  |  |  |  |  |  |  |  |  |  |  |  |  |  |
|  | 6. Улоф III Шетконунг, король Швеції       |  |  |  |  |  |  |  |  |  |  |  |  |  |  |  |
|  |                                            |  |  |  |  |  |  |  |  |  |  |  |  |  |  |  |
|  |                                            |  |  |  |  |  |  |  |  |  |  |  |  |  |  |  |
|  | 13. Сігрід Горда, княжна польська (?)      |  |  |  |  |  |  |  |  |  |  |  |  |  |  |  |
|  |                                            |  |  |  |  |  |  |  |  |  |  |  |  |  |  |  |
|  |                                            |  |  |  |  |  |  |  |  |  |  |  |  |  |  |  |
|  | 3. Інгігерда Шведська, принцеса шведська   |  |  |  |  |  |  |  |  |  |  |  |  |  |  |  |
|  |                                            |  |  |  |  |  |  |  |  |  |  |  |  |  |  |  |
|  |                                            |  |  |  |  |  |  |  |  |  |  |  |  |  |  |  |
|  | 14. Мечеслава III, князь ободритів         |  |  |  |  |  |  |  |  |  |  |  |  |  |  |  |
|  |                                            |  |  |  |  |  |  |  |  |  |  |  |  |  |  |  |
|  |                                            |  |  |  |  |  |  |  |  |  |  |  |  |  |  |  |
|  | 7. Астрід Ободритська                      |  |  |  |  |  |  |  |  |  |  |  |  |  |  |  |
|  |                                            |  |  |  |  |  |  |  |  |  |  |  |  |  |  |  |
|  |                                            |  |  |  |  |  |  |  |  |  |  |  |  |  |  |  |

## Біографія

### Молоді роки
Всеволод народився в 1030 році; під цим роком Літописець записав: «И родися Ярославу четвертий синъ, и нарече имя ему Всеволодъ». Він був п'ятим сином великого князя київського Ярослава Мудрого; четвертим сином шведської принцеси Інгігерди (Ірини).
На іншому місці літописець каже, що Всеволод «бѣ бо любимъ отцемъ паче всея братьи, егоже имяше присно у себе». Між найстаршим братом Ізяславом, Святославом і Всеволодом був ще один брат, що скоро помер і літописець не згадує його імені.  Всеволод був улюбленим сином князя Ярослава Мудрого. У 1046 році одружився з Марією Костянтинівною (уродж. Принцесою Східної Римської Імперії, дочкою Імператора Костянтина IX Мономаха, яка померла у 1067 році. Друга — половчанка Анна, померла в 1111 році. Анна, княгиня «Всеволожа», фігурує у графіті на стіні Софії Київської, в якому говориться, що княгиня Всеволожа купила землю Бояню всю.
Син Всеволода — Володимир (по матері) Мономах підкреслює незвичайні знання батька, кажучи: «Отець мой, дома сѣдя, изуміяше 5 языкъ, — в том бо честь есть отъ инѣхъ земель». Цей факт оцінюють звичайно як доказ «особливої освіти»

### Переяслав
Після смерті батька 1054 року, Всеволод отримав Переяславль, Ростов, Суздаль, Білоозеро і Поволжя. Переяславль знаходився на південному кордоні Русі, а тому часто піддавався набігу кочівників — печенігів, торків, половців, і Всеволоду часто доводилося з ними воювати.
Батько Володимира Мономаха 1053 року, Ростислава 1070 року, трьох доньок — Євпраксії, Янки та Катерини. Вихователем дітей князя був Боян-Ян.
У 1054-1073 роках князь Переяславський. У 1073-1078 роках — князь Чернігівський. 1073 року тріумвірат розпався: Святослав і Всеволод вигнали Ізяслава, звинувативши його в союзі з Всеславом полоцьким проти них. Всеволод перейшов до Чернігова, віддавши Переяславль Давиду Святославичу. Ізяслав не отримав допомоги від своїх польських союзників, більше того, в 1076 році Олег Святославич з Володимиром Всеволодовичем очолювали руське військо в поході на допомогу полякам проти чехів.
У грудні 1076 року Святослав раптово помер. Всеволод зайняв його місце, але вже через півроку повернув престол Ізяславу, який рушив на Київ з поляками. Йому вдалося не тільки утримати Чернігів, а й повернути Переяславль. Але проти нього стали племінники. Вирішальна битва відбулася 3 жовтня. В ній загинули Ізяслав і Борис.

### Київське княжіння

Печатка Всеволода Ярославича.

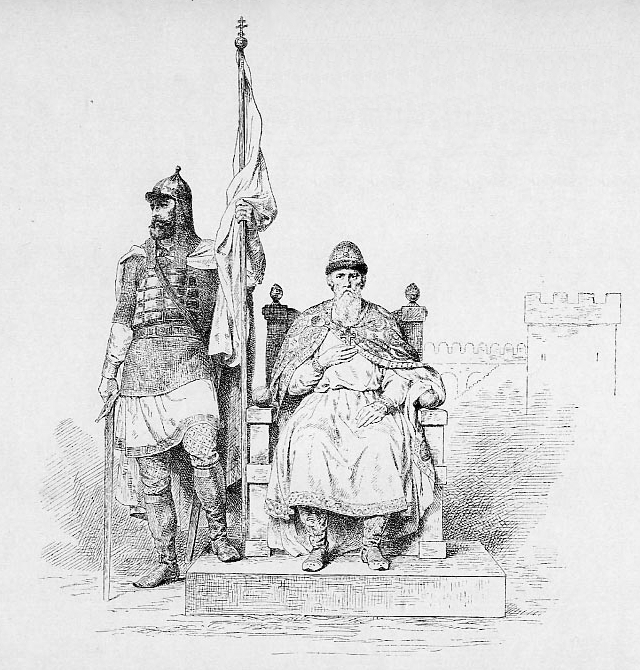
Всеволод Ярославич із сином Володимиром Мономахом.

Із 1 січня 1077 до 13 квітня 1093 року — Великий князь Київський, з перервою на липень-жовтень 1077 року.
У 1055 році князь Всеволод Ярославич переміг торків і уклав мир з половецьким князем Болушем.
1068 року половці розгромили трьох старших Ярославичів над річкою Альтою і страшенно спустошили передусім волость Всеволода — Переяславщину. На відбудову Переяславщини він потратив багато зусиль.
1073 року між Ярославичами розпочалися незгоди за полоцький уділ і тепер два молодші брати Святослав із Всеволодом вигнали з Києва найстаршого брата Ізяслава, якого з волі батька повинні були слухати.
1077 року Всеволод володів більшістю руських волостей. Тільки Полоцька земля залишалася надалі за Всеславом; Ізяславичем дісталися: Володимир, Турів і Пінське (Ярополкові) та Новгород (Святополкові). Сам Всеволод мав тепер: Київ, Чернігів, Переяслав — усе ядро Руської держави, а ще Смоленськ і Поволжя.
1078 року був розбитий половцями на ріці Сожиця (Оржиця). Одноосібно керував державою понад 15 років, а до того керував державою як член тріумвірату Ярославичів. У роки його правління була збудована церква Андрія Первозваного у Києві, Михайлівський Видубицький монастир, перенесено мощі Святого Феодосія, відкрито школу для дівчат.
Помічником Всеволода в його державній праці був його син Володимир Мономах, що з його доручення об'їздив усі землі. Всеволод, як освічена людина, вніс значні зміни і доповнення в «Руську Правду» (так звану «Правду Ярославичів»). Тепер «Правда Ярославичів» уже чітко відбивала характер суспільних стосунків, захищала недоторканість земельної власності, інвентарю, маєтку, коней, худоби, птахів.
Намагався втримувати єдність Київської держави і підтримував зв'язки з Візантією та Західною Європою, говорив п'ятьма мовами. Батько Володимира Мономаха, Євпраксії Всеволодівни, королеви Адельгейди, імператорки Німеччини та преподобної Анни Всеволодівни, засновниці жіночої монастирської школи у Києві. Євпраксія є одною з перших вітчизняних феміністок: "…мала силу характеру і мужність боротися проти гноблення і знущань. Вона виступила проти найсильнішого можновладця світу — німецького імператора Генріха IV — й перемогла його, хай і пожертвувавши собою. Такою й увійшла до історії.
Був похований в Софійському соборі.

## Портрети
До наших днів зберігся прижиттєвий портрет Великого Князя Всеволода, що входить до фрескової ктиторської композиції Софії Київської. Дослідники одностайні у тому, що крайня з лівого боку фігура на південній стіні храму — князь Всеволод. Крім погано збереженого оригіналу фрески до нашого часу дійшли її копії з малюнків голландця Вестерфельда (1651 рік) та акварелей Солнцева (1843 рік)

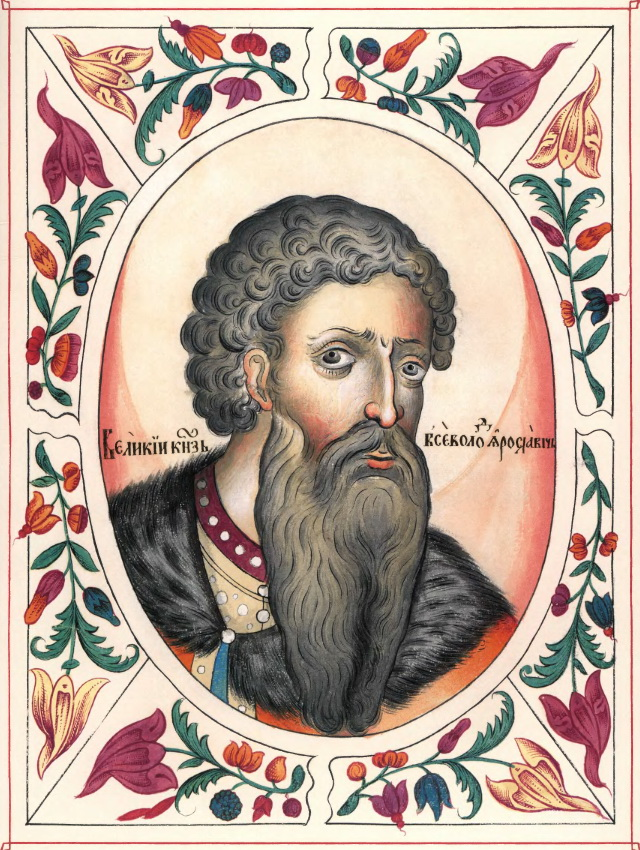
Всеволод Ярославич (Царський титулярник, 1672)
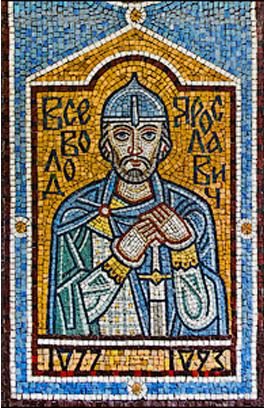
Всеволод Ярославич (станція Золоті Ворота, 1989)

## Родина
- Батько: Ярослав Мудрий — великий князь київський
- Матір: Інгігерда Шведська — донька шведського короля Улофа III Шетконунга.
- Брати:
  - Ізяслав Ярославич — великий князь київський (1054—1068, 1069—1073, 1077—1078).
  - Святослав Ярославич — великий князь київський (1073—1076).
- 1-ша дружина (з 1046): Марія-Анастасія (?—1067) — небога або донька візантійського імператора Костянтина IX Мономаха від першого шлюбу, коли він ще не був імператором[1]. За версією Леоніда Махновця, вона народилася від фаворитки Склірини, з якою Костянтин IX одружився по смерті імператриці Зої[1].
  - Володимир Всеволодович (Мономах) — князь чернігівський (1076—1077, 1078—1094), переяславський (1094—1113), великий князь київський (1113—1125).
  - Анна (Янка) Всеволодівна — засновниця і настоятельниця Янчиного монастиря
- 2-га дружина (з 1067): Анна (? — 7 жовтня 1111) — невідомого походження[1]; можливо половчанка.
  - Ростислав Всеволодович — князь переяславський (1078—1093).
  - Євпраксія Всеволодівна — дружина німецького імператора Генріха IV.
  - Катерина Всеволодівна

## Вшанування пам'яті
Вулиця Князя Всеволода Ярославича у місті Київ